# San Luis (Santiago de Cuba)
San Luis ist eine Stadt und ein Municipio in der kubanischen Provinz Santiago de Cuba. Sie liegt 28 km nördlich von Santiago de Cuba.
Die Stadt wurde 1827 am Standort einer Ranch gegründet. Der Anschluss ans Eisenbahnnetz beschleunigte ihre Entwicklung. Am 19. August 1898 bekam die Stadt den Status eines Municipios.
Im Jahre 2004 hatte das Municipio San Luis eine Bevölkerungszahl von 88.496. auf einer Fläche von 498 km², was einer Bevölkerungsdichte von 177,7 Einwohnern je km² entspricht.
Folgende Orte gehören zum Municipio: Dos Caminos, La Luz, Majaguabo, Monte Dos Leguas Norte und Sur.

## Wirtschaft
Wirtschaftsschwerpunkt ist die Landwirtschaft und die Verarbeitung landwirtschaftlicher Produkte. Es wird Zuckerrohr, Kaffee und Obst angebaut. In der Nähe befinden sich die Zuckermühlen Rafael Reyes (NNE) and Paquito Rosales (NE).
San Luis ist ein Eisenbahnknotenpunkt. Außerdem wird Mangan abgebaut.

## Söhne und Töchter des Stadt
- Ibrahim Ferrer (1927–2005) – Sänger des Son; Buena Vista Social Club